# 相川将
相川 将（あいかわ しょう、1986年5月2日 - ）は、埼玉県さいたま市出身の自転車競技（ロードレース）選手。

## 来歴
2009年、チームブリヂストン・アンカーに昇格。